# 張苡澂
張羽希（前名:張苡澂、洋名：Venus Cheung，3月28日—），香港女歌手，2008年獲新城電台頒發新城勁爆新登場海外歌手獎，跟周汶錡的丈夫傳過緋聞，丈夫為美國華僑，家族經營鑽石生意。
2015年末轉戰韓國，並改名張羽希，與金泰均組成團體Forever love，並推出單曲《怎樣》。